# Jérôme Legrand
Pour les articles homonymes, voir Legrand.
Jérôme Legrand, né le 16 mars 1746 à Argenton-sur-Creuse et décédé le 4 juillet 1817 à Châteauroux, est un avocat, homme politique et juge français.

## Biographie
Jérôme Legrand est né dans une famille bourgeoise argentonnaise de vieille souche. En novembre 1780, il est nommé avocat au bailliage de Châteauroux. Il est élu député du tiers aux états généraux de 1789 pour la généralité de Bourges, en même temps que Auclerc-Descottes. Il propose aux communes, le 16 juin 1789 au soir, de constituer les trois ordres en Assemblée nationale et obtient le 17 juin, après le ralliement de l'abbé Sieyès, un vote favorable, par 491 voix contre 89. Il est membre du comité de Constitution, soutient le projet de constitution des municipalités, prend la parole dans la nuit du 4 août en faveur de l'abolition des droits seigneuriaux, approuve la Constitution civile du clergé et demande des mesures contre les prêtres insermentés.
Sous la Terreur, il se retire à Châteauroux et y est ensuite juge au Tribunal civil. Il publie en 1800 un texte dans lequel il fait l'éloge de Louis XVI et regrette son exécution.
Il est élu en vendémiaire an IV député de l'Indre au Conseil des Anciens (bonapartiste), est choisi secrétaire et prend une part active aux questions financières. À la fin de son mandat, il est nommé commissaire dans l'Indre puis choisi par le Sénat Conservateur comme député de l'Indre au Corps législatif. Il est ensuite conseiller à la Cour impériale de Bourges. Il décède en poste.
Jérôme Legrand a eu un gendre, Jean-Claude Charlemagne (Issoudun, 1762-Châteauroux, 1853),  un petit-fils, Edmond Charlemagne (Châteauroux, 1762-1853) et un arrière-petit-fils, Raoul Charlemagne (Châteauroux, 1821-1902), tous trois  députés de l'Indre. Il repose dans la chapelle des Charlemagne au cimetière Saint-Denis de Châteauroux.

## Écrits
- Projet de décret présenté par M. Legrand, au nom du Comité ecclésiastique, 2 mars 1791, 2 p., Imprimerie nationale, Paris
- Rapport et projet de décret présentés à l'Assemblée nationale au nom du Comité ecclésiastique, 12 avril 1791, 8 p., Imprimerie nationale, 1791, Paris
- Louis XIV et le Masque de fer ou les Princes jumeaux, tragédie en 5 actes et en vers, 48 p., , Limodin, Avignon ; J. Garrignon, Paris, 1792
- Rapport fait par Legrand sur une résolution du 1er messidor[7] qui établit la manière de se pourvoir contre les décisions du Conseil exécutif provisoire sur les prises maritimes, Corps législatif, Conseil des Anciens, séance du 26 vendémiaire an VI[8], 10 p., Imprimerie nationale, an VI, Paris
- Rapport fait par Legrand sur la résolution du 14 brumaire an VI[9], concernant les dépenses ordinaires et extraordinaires de l'an VI à la charge du trésorier public, séance du 8 frimaire an VI[10], 78 p., Imprimerie nationale, an VI, Paris
- À la Nation sur le jugement de Louis XVI, 8 p., , Paris, chez les marchands de nouveautés, 1793 ; réédition en 1800
- Opinion de Legrand sur la résolution du 12 floréal[11] concernant les traitements des receveurs de département et de leurs préposés, Corps législatif, Conseil des Anciens, séance du[] an VI[12], 10 p., Imprimerie nationale, an VI, Paris
- Discours prononcé par Legrand, sur le départ des conscrits du département de l'Indre, Conseil des Anciens, Corps législatif, séance du 29 frimaire an VII[13], 3 p., Imprimerie nationale, an VII, Paris
- Autres documents parlementaires imprimés, voir les notices du catalogue de la Bibliothèque Nationale de France.

## Estampes
- M. Le Grand, avocat du Roi au bailliage de Château-roux, député du Berri à l'Assemblée nationale, estampe, Paris, chez Mad. Bergny, entre 1790 et 1792, éditeur : Bergny, Marguerite, 21 x 13,5 cm ; sous le titre, un quatrain de P. Berainville : De l'études des loix, il se fit un plaisir ; // Maintenant il y trouve une source de gloire ; // Et le bien général qui remplit son désir ; // Lui mérite une palme au temple de mémoire.

## Publications
- Jérôme Legrand, Au peuple, sur le procès de Louis XVI, par M. Le Grand, 16 p., exemplaire à la Bibliothèque de l'État de Bavière, en ligne (2010)
- « Jérôme Legrand », dans Adolphe Robert et Gaston Cougny, Dictionnaire des parlementaires français, Edgar Bourloton, 1889-1891 [détail de l’édition]
- Motion de Jérôme Le Grand, député des communes, proposant le 16 juin 1789, aux représentants des trois ordres, de se constituer en Assemblée nationale, faite à Versailles le 16 juin 1789, Archim, cote AE/II/1080, ministère de la Culture, Paris